# Bobby Ancell
Robert Francis Dudgeon Ancell (ur. 16 czerwca 1911, Dumfries, Szkocja, zm. 5 lipca 1987) – szkocki piłkarz występujący na pozycji obrońcy, a następnie trener.
Karierę rozpoczął w klubie Mid Annandale F.C., a następnie przeniósł się do St. Mirren F.C. w 1930. Po sześciu latach spędzonych w Paisley, przeniósł się do Newcastle United w sezonie 1936/1937. W 1937 debiutował w reprezentacji, która wygrała z Irlandią Północną 3:1. W czasie II wojny światowej grał w Dundee F.C. Po czterech latach przeszedł do Aberdeen F.C.
Po zakończeniu kariery piłkarskiej, był trenerem Berwick Rangers F.C., Dunfermline Athletic F.C., Motherwell F.C. W tym ostatnim pracował najdłużej – 10 lat.